# My Drive Thru
«My Drive Thru» es un sencillo colaborativo entre el cantante de The Strokes, Julian Casablancas, la cantante de hip hop Santigold, y el productor y miembro de The Neptunes, Pharrell Williams. La canción fue creada con motivo del centenario de Converse y fue lanzado en junio de 2008 en formato digital que únicamente podía descargarse gratuitamente del sitio de la mencionada compañía. También se lanzó una edición limitada en disco de vinilo.

## Video musical
Un video musical fue creado para su promoción con una duración de dos minutos y medio, dirigida por Marie Hyon y Marco Spier de la compañía Psyop. La temática del video se basa en que las personas están conectadas por sus zapatillas Converse y fue realizado en blanco y negro, con efectos en segunda dimensión. "Los artistas fueron filmadas en un estudio de sonido con tres cámaras de alta definición y luego animadas usando CGI. La producción tardó cerca de cuatro meses en completarse, así como el uso de cerca de 10 000 recortes de papel de las siluetas de los artistas que se utilizaron para la inserción en las imágenes". El videoclip se estrenó en MySpace y MTV, el 9 de julio de 2008. Según los informes, fue uno de los diez vídeos más compartidos en su primer día de lanzamiento, con más de 750.000 reproducciones.

## Trivia
La compañía Converse lanzó una iniciativa llamada 3 Artist 1 Song siendo esta la primera entrega de una serie que incluyen otros trabajos colaborativos. En 2010, "All Summer" fue lanzado, compuesto y producido por Vampire Weekend, el multinstrumentista Rostam Batmanglij, junto a Kid Cudi y Bethany Consentino de Best Coast. En ese mismo año se lanzó otra producción más, "Didn’t Know What Love Was" con la participación de la banda inglesa Hot Chip, el cantante de New Order, Bernard Sumner y Hot City. En 2011 se lanzó "Desire", (con Paloma Faith, Graham Coxon de Blur y Bill Rider-Jones, integrante de The Coral) En 2012, "DoYaThing" consistió con la participación de la banda Gorillaz, el cantante de LCD Soundsystem, James Murphy y Andre 3000 de Outkast.